# A9 (Portugal)
De A9 of Circular Regional Exterior de Lisboa (CREL) is een autosnelweg in Portugal die van Alverca naar Jamor loopt. De snelweg is 35 km lang en vormt een buitenste ring rond Lissabon. De weg telt 15 viaducten. Het westelijkste deel van de A9 werd gebouwd in 1994, de overige 31 kilometer werden geopend in september 1995. 
A1 · 
A2 · 
A3 · 
A4 · 
A5 · 
A6 · 
A7 · 
A8 · 
A9 · 
A10 · 
A11 · 
A12 · 
A13 ·
A13-1 · 
A14 · 
A15 · 
A16 · 
A17 · 
A18 · 
A19 · 
A20 · 
A21 · 
A22 · 
A23 · 
A24 · 
A25 · 
A26 · 
A27 · 
A28 · 
A29 · 
A30 · 
A31 · 
A32 · 
A33 · 
A34 · 
A35 · 
A36 · 
A37 · 
A38 · 
A39 · 
A40 · 
A41 · 
A42 · 
A43 · 
A44 · 
A47 · 
A48 · 
VRI